# Philip Hollobone
Philip Thomas Hollobone (né le 7 novembre 1964) est un homme politique britannique du Parti conservateur et ancien banquier d'investissement. Il est député de Kettering de 2005 à 2024.

## Jeunesse
Hollobone est né le 7 novembre 1964 à Bromley, Kent. Il fait ses études privées au Dulwich College, où il est contemporain de l'ancien dirigeant de l'UKIP Nigel Farage. Il étudie à Lady Margaret Hall, à Oxford où il obtient un baccalauréat en histoire moderne et en économie. Il est membre de la branche de l'Université d'Oxford du Conservative Monday Club – un groupe de pression « à droite »  qui est ensuite dissocié du Parti conservateur à cause de ses positions politiques, telles que le rapatriement librement consenti des minorités ethniques.
En 1984, il travaille comme enseignant bénévole au Honduras avec une mission baptiste. Il travaille pour diverses entreprises en tant qu'analyste de recherche industrielle et banquier d'investissement entre 1987 et 2003 et sert dans l'armée territoriale entre 1987 et 1995.

## Carrière politique
Sa carrière politique d'élu commence dans le quartier londonien de Bromley, où il est conseiller du quartier de Martins Hill & Town entre 1990 et 1994, date à laquelle il ne se représente pas et que le candidat libéral-démocrate remporte son ancien siège. Il se présente sans succès à Lewisham East aux élections générales de 1997 où il est battu par la députée travailliste Bridget Prentice par 12 127 voix. En 1998, il se représente dans le quartier londonien de Bromley son ancien quartier, mais est battu par les libéraux-démocrates,.
Il est sélectionné comme candidat conservateur dans la circonscription marginale de Kettering dans le Northamptonshire pour les élections générales de 2001 et perd contre le député travailliste sortant Phil Sawford par 665 voix. Après sa défaite, Hollobone s'installe à Kettering et est élu en 2003 au Kettering Borough Council, représentant d'abord le quartier rural de Buccleuch, avant de représenter le quartier de banlieue de Piper's Hill à partir de 2007. Il est également vice-président de la Kettering Conservative Constituency Association en 2002. Il est réélu conseiller en 2011, mais ne se représente pas en 2015,.
Hollobone est élu à la Chambre des communes lors de sa troisième tentative, lors des élections générales de 2005, en battant Phil Sawford par 3 301 voix. Il prononce son premier discours le 24 mai 2005.
Hollobone est classé comme le député le plus rebelle des conservateurs en 2010. Il déclare que son travail consiste à "représenter les électeurs de Westminster, ce n'est pas de représenter Westminster dans la circonscription".
Il est réélu aux élections générales de 2010, de 2015 et 2017.
Au Parlement, il siège au Panel des présidents. Il est membre du comité des transports et du comité des affaires d'arrière-ban.
Hollobone est considéré comme faisant partie de l'aile droite du Parti conservateur et est membre du groupe Cornerstone, un groupe socialement conservateur. Il préconise la privatisation de la BBC et des politiques telles que le retour de la peine capitale et de la conscription militaire.
Hollobone est un partisan de la campagne Better Off Out, qui fait campagne pour le retrait de la Grande-Bretagne de l'UE. Le parti eurosceptique de l'indépendance du Royaume-Uni ne présente pas de candidat contre Hollobone aux élections générales de 2010 et fait ensuite campagne pour sa réélection en raison de ses opinions eurosceptiques. Hollobone nie les spéculations selon lesquelles il serait le député le plus susceptible de suivre Douglas Carswell et Mark Reckless en faisant défection à l'UKIP et reste un député conservateur. L'UKIP ne présente pas de candidat contre lui aux élections générales de 2017.

## Vie privée
Il épouse Donna Cooksey à l'église St John's de Cranford en juin 2001. Ils ont un fils nommé Thomas en juin 2004 et une fille nommée Emily en 2006 et vivent à Barton Seagrave. Ils se séparent en 2012 et divorcent en 2013.